# Systema Naturae
El llibre Systema Naturae fou una de les obres principals del doctor de medicina suec Carl von Linné. El seu títol complet és Systema naturae per regna tria naturae, secundum classes, ordines, genera, species, cum characteribus, differentiis, synonymis, locis, o en català: "Sistema de la natura pels tres regnes de la natura, segons les classes, ordres, gèneres i espècies, amb caràcters, diferències, sinònims i llocs". La desena edició d'aquest llibre és considerada el punt de partida de la sistemàtica.